# Teatro Odeon (Bucareste)
O Teatro Odeon (em romeno: Teatrul Odeon) é um teatro em Bucareste, Roménia, localizado na Avenida da Vitória (Calea Victoriei). É um dos lugares mais conhecidos das artes cénicas na cidade. Foi inaugurado em 1911 como Teatro de Comédia do Teatro Nacional da Roménia, fazendo parte dum conjunto que incluía um bloco de apartamentos, uma loja (a norte), e o Hotel Majestic (a sul).
Na década de 1930 o teatro foi ampliado sendo dotado de mais uma sala. Em 1945 foi destruído por bombardeamentos, tendo sido depois reconstruído, passando a ser uma livraria. O hotel encerrou suas atividades entre a década de 1960 e a década seguinte. Em 1974, a antiga sala do Teatro de Comédia voltou a tr as suas funções cénicas originais, com a instalação da companhia de teatro Giuleşti, fundada em 1946. Passou então a chamar-se Teatro Majestic. O nome atual data de 1990.
O teatro e a sua companhia residente já receberam vários prémios nas últimas décadas, nomeadamente o Prémio Excelência em 1991 e 1992, o Teatro do Ano em 1993, Melhor Interpretação no Festival Nacional de Teatro de 1994 e Melhor Interpretação no Festival de Comédia Romena de 1995.[carece de fontes?]